# عبدالکریم نفطی
عبدالکریم نفطی (عربی: عبدالكريم نفطي؛ زادهٔ ۳ اوت ۱۹۸۱) بازیکن فوتبال اهل تونس است.
از باشگاه‌هایی که در آن بازی کرده‌است می‌توان به باشگاه فوتبال آفریقایی، باشگاه فوتبال والتا، باشگاه فوتبال صفاقسی، و باشگاه فوتبال النصر عربستان سعودی اشاره کرد.
وی همچنین در تیم ملی فوتبال تونس بازی کرده‌است.